# Мальмстен, Георг
Георг Ма́льмстен (швед. Georg Malmstén; 27 июня 1902, Гельсингфорс — 25 мая 1981, Хельсинки) — финский певец, композитор и актёр шведского происхождения.

## Биография

### Ранние годы
Георг Мальмстен родился 27 июня 1902 года в Гельсингфорсе в музыкальной семье. Его музыкальные таланты проявились ещё в школьные годы, и его направили обучаться игре на трубе в Хельсинкское музыкальное училище (ныне Академия имени Сибелиуса). Уже с 17 лет он служил на флоте, был корнетистом в военном оркестре. В 19 лет стал боцманом.
В 1925 году Мальмстен женился на Рагнхильд Торнстрём, в браке родилось двое детей. В этот период он играл на трубе в оркестре военно-морского флота Финляндии. Во второй половине 1920-х годов он обучался в Хельсинкской консерватории у Вяйнё Лехтинена по классу пения, затем у Айно Акте по классу оперного пения.

### Творческий подъём
В 1929 году Георг Мальмстен вместе со своим другом, певцом Ройне Рююняненом, отправляется на гастроли в Берлин, где исполняет многие из своих песен. В репертуаре Мальмстена были песни как на финском, так и на его родном шведском языке. Особенный успех имела песня «Särkynyt onni» («Разбитое счастье»), проданная на пластинках в 17 тыс. экземплярах. Эта поездка сделала его знаменитым.
В том же году он исполнил главную партию в опере Генделя «Юлий Цезарь», а на следующий год принял участие в оперном фестивале в Савонлинне. Ещё полгода спустя он дал концерт в конференц-зале Хельсинкского университета.
Однако гонораров оперного певца не хватало на то, чтобы содержать семью. Он пытался получить место руководителя оркестра военно-морского флота, однако не получил его. В 1931 году Мальмстен оставил службу на флоте. С начала 30-х годов он сосредоточился на популярной музыке. Вскоре начинается период его сотрудничества с Dallapé-оркестром.

### Военные годы
Во время Зимней войны и Войны-продолжения Мальмстен, наряду с другими известными певцами того времени (в том числе Матти Юрва), записывает военные песни и даёт концерты на войсках, поднимая боевой дух финской армии. Из песен, выпущенные на пластинках в военные и послевоенные годы, наиболее известны «Ääniset aallot» («Онежские волны»), «Liisa pien» («Лили Марлен»), «Tumma yö» («Тёмная ночь»), «Kaunis valhe» («Красивая ложь»), «Kaarina» («Эрика»), «Pienet kukkivat kummut» («Маленькие цветущие холмы») и многие другие.
Хотя Мальмстен во время войны служил на флоте, значительную часть времени он провёл в разъездах. Так, за время войны он совершил концертные поездки в Стокгольм и Берлин.

### После войны
После войны Мальмстен становится руководителем Полицейского оркестра Хельсинки и остаётся им вплоть до 1965 года. В 50-е годы он записывает ряд песен, среди них наиболее известна «Stadin kundi». В этот же период он написал песню «Kohtalokas samba», которую исполнил его брат Эуген Мальмстен. К этому времени Георг уже в достаточной степени овладел финским языком, чтобы самому писать на нём песни. Третьей его песней на собственные стихи на финском языке была «Totisen pojan jenkka».

### Последние годы
В 70-е Мальмстен записывает свои последние песни. Записанные в 1975 году «Ilta skanssissa» и «Kirje sinulle» имели некоторый успех, однако пик его славы был уже в прошлом.
Скончался 25 мая 1981 года в Хельсинки. Похоронен на кладбище в Хиетаниеми.

## Фильмография
- «Vi på lilla torget» (1964)
- Iskelmäketju (1959)
- Asessorin naishuolet (1958)
- 'Jees, olympialaiset', sanoi Ryhmy (1952)
- SF-paraati (1940)
- Laivan kannella (1938)
- Syntipukki (1935)
- Meidän poikamme ilmassa — me maassa (1934)
- Herrat täysihoidossa (1933)
- Ne 45000 (1933)
- Voi meitä! Anoppi tulee. (1933)
- Meidän poikamme merellä (1933)
- Sano se suomeksi (1931)

## Псевдонимы
- Дядя Йори (фин. Jori-Setä)
- Йоркка (фин. Jorkka)
- Килле Кильюнен (фин. Kille Kiljunen)
- Йори Мальмстен (фин. Jori Malmsten)
- Матти Рейма (фин. Matti Reima)